# Milotský most
Milotský most (albánsky Ura e Milotit), známý také jako Most krále Zoga I. (albánsky Ura e Zogut), je silniční most překonávající řeku Mati v blízkosti albánského města Milot. 

## Historie
Historický most vznikl v 20. letech 20. století. Dokončen byl roku 1927 a ve své době se jednalo o jednu z nejimpozantnějších staveb na území tehdejší Albánie. Jednalo se o klíčovou komunikaci, která zajišťovala dopravní spojení z centra země (Tirany) směrem na sever do regionu Mirditë. Nachází se v údolí řeky Mati, která teče z albánských hor k nížině na břehu Jaderského moře; ačkoli zvolili místo, kde údolí bylo nejužší, most měří 480 m. 

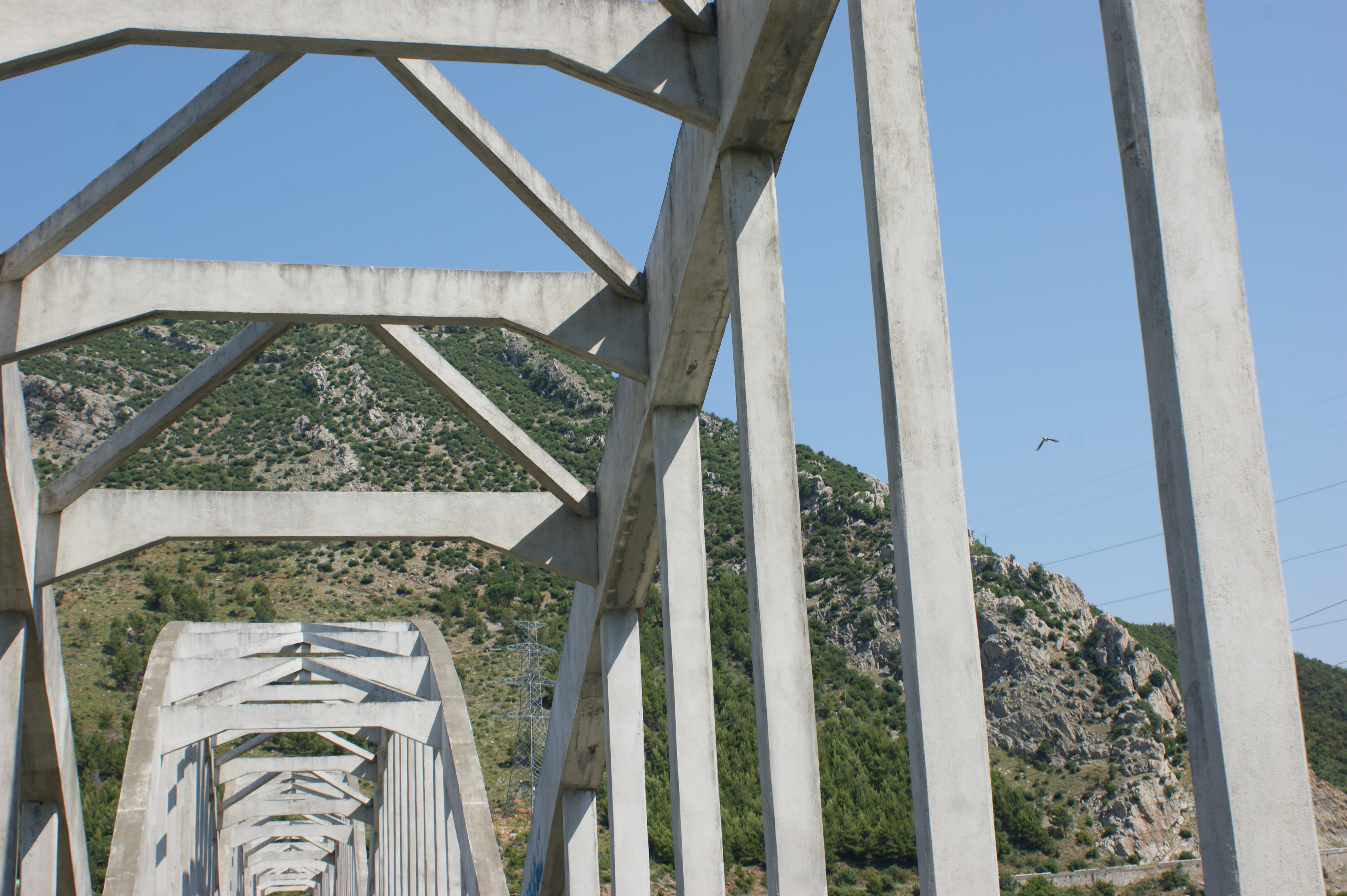
Detail konstrukce

Má pět ocelových oblouků posazených na betonové nosníky.  Projekt připravili švýcarští a němečtí inženýři; realizován byl italskou společností. Stavba probíhala s nasazením neobvykle vysokého počtu lidí. Na mostě pracovalo až 25 000 dělníků. 
Most musel odolat silnému toku vody; průtok řeky Mati závisí na značně proměnlivém počasí v horách východně od města Milot. Původně ho tvořilo šest oblouků, v průběhu druhé světové vály byl jeden oblouk zničen. Stavební práce započaly na konci května 1926 a trvaly rok. 
Most byl pojmenován po tehdejším  albánského panovníkovi, jímž byl Zogu I. Po druhé světové válce dostal nový název, přesto je znám především díky meziválečnému albánskému králi. Slavnostně byl otevřen dne 25. května 1927.
Od roku 1978 je mimo provoz; nahradil ho novější silniční most vybudovaný o několik kilometrů dále po proudu. 

## Ohrožená památka
Milotský most se stal turistickou atrakcí. Od roku 1999 je kulturní památkou, byť je jeho technický stav, především ze severní strany, značně neuspokojivý. Beton pilířů je vymletý a některé železné/ocelové části mostu byly odcizeny. Pilíře mostu jsou ohrožovány těžbou říčního štěrku z řeky Mati v jejich okolí. V důsledku velkých povodní v listopadu 2022 se jeho stav ještě více zhoršil. Při povodni jeden z pilířů poklesl o dva metry a čtyřicet centimetrů.
V roce 2022 patřil mezi sedm nejohroženějších památek v Evropě, které vyhlásila Europa Nostra a Institut Evropské investiční banky. Na obnovu památky byl poskytnut grant ve výši 10 000 EUR.